# ناحیه آکیتن
ناحیه آکیتن (به انگلیسی: Aquitaine) آکوئیتانیا یا آکوئیتان منطقه ای تاریخی در جنوب غربی فرانسه است که از ۱ ژانویه ۲۰۱۶ بخشی از منطقه اداری نوول-آکیتن شده است. این ناحیه در گوشه جنوب غربی کشور فرانسه، در امتداد اقیانوس اطلس و رشته کوه پیرنه در مرز با اسپانیا واقع شده است. این ناحیه از پنج بخش دوردون، لات ات گارون، پیرنه آتلانتیک، لاندس و ژیروند تشکیل شده است. استان آکوئیتانیا گال توسط رومیان در دوران باستان در این ناحیه تاسیس شد. در قرون وسطی، آکیتن یک پادشاهی و یک دوک‌نشین بود که مرزهای آن به طور قابل توجهی پایدار نبود.